# هویلند موریس
هویلند موریس (انگلیسی: Haviland Morris؛ زادهٔ ۱۴ سپتامبر ۱۹۵۹) یک بازیگر سینما، و هنرپیشه اهل ایالات متحده آمریکا است.
از فیلم‌ها یا برنامه‌های تلویزیونی که وی در آن نقش داشته‌است می‌توان به تنها در خانه ۳، ریک، آن دختر کیست؟ و گرملین‌ها ۲ اشاره کرد.